# پریتشینا (ناحیه راکوونیک)
پریتشینا (به چکی: Příčina) یک منطقهٔ مسکونی در جمهوری چک است که در ناحیه راکوونیک واقع شده‌است.